# Вулиця Осипенко (Мелітополь)
Вулиця Осипенко — вулиця в Мелітополі. Починається від проспекта 50-річчя Перемоги, йде на північ, перетинає вулицю Гризодубової і закінчується перехрестям з безіменним проїздом.

## Назва
Вулиця названа на честь радянської льотчиці Поліни Осипенко (1905—1939), народженої недалеко від Мелітополя — в Бердянському районі Запорізької області.

## Історія
Перша відома згадка про вулицю датується 20 грудня 1946 року.
21 жовтня 1965 року ділянка вулиці від будинків № 115 и № 136 і до кінця була виділена в окрему вулицю — вулицю Молодогвардійців.